# Acroporium exiguum
Acroporium exiguum là một loài Rêu trong họ Sematophyllaceae. Loài này được (Broth.) W.R. Buck & Schaf.-Verw. mô tả khoa học đầu tiên năm 1991.